# Кратак извештај о уништавању Индија
Кратак извештај о уништавању Индија (шп. Brevísima relación de la destrucción de las Indias) јесте књига шпанског историчара Бартоломеа де лас Казаса, објављена 1542. године.

## Позадина
Бартоломео де лас Казас је рођен у Севиљи 1484. Са осамнаест година отишао је из Шпаније у Нови свет, где је учествовао у освајању Кубе и био сведок првог масовног истребљења једне индијанске заједнице. Постао је свештеник и ступио у доминикански ред. Након тога се посветио заштити и одбрани Индијанаца.

## Тема
Након што је био сведок пустошења и зверстава шпанских колониста и трагичног неуспеха његовог сопственог пројекта за мирну колонију у Кумани на обали Венецуеле (1520-1521), написао је Кратак извештај о уништењу Индије 1542. године. Књига је била посвећена шпанском краљу Филипу II и била је намењена, како је лас Касас тврдио, да обавести шпанску круну о томе шта се дешава у Америци,као упозорење да ће, ако се злочини наставе, Бог за казну уништити Шпанију.

## Значај
Ово запањујуће дело – жестока, информисана, дубоко оживљена анатомија геноцида – одмах је преведена на све главне европске језике и током три стотине година успоставила слику шпанског освајања Америке у очима Европе. Лас Касас је написао безброј других дела у одбрану Индијанаца, укључујући једну од најранијих студија упоредне антропологије (Апологетичка историја Индије) и Општу историју Индије. Умро је 1576. године.